# Nữ vương huyền thoại
Nữ vương huyền thoại là một bộ phim sử thi lịch sử của Mỹ năm 2022 kể về Agojie, đơn vị toàn nữ chiến binh đã bảo vệ vương quốc Dahomey ở Tây Phi trong suốt thế kỷ 17-19. Lấy bối cảnh những năm 1820, bộ phim có sự tham gia của Viola Davis trong vai một vị tướng huấn luyện thế hệ chiến binh tiếp theo để chống lại kẻ thù của họ. Phim do Gina Prince-Bythewood đạo diễn và Dana Stevens viết kịch bản, dựa trên câu chuyện cô viết cùng Maria Bello. Phim còn có sự tham gia của Soo Mbedu, Lashana Lynch, Sheila Atim, Hero Fiennes Tiffin và John Boyega.
Bello đã hình thành ý tưởng cho tác phẩm này vào năm 2015 sau khi đến thăm Benin, nơi từng đặt vương quốc và tìm hiểu lịch sử của Agojie. Cô đã tuyển dụng Cathy Schulman để phát triển nó thành một bộ phim, giới thiệu nó cho một số hãng phim, nhưng họ đã từ chối nó do lo ngại về tài chính. Sau khi họ gặp TriStar Pictures vào năm 2017, bộ phim đã được bật đèn xanh vào năm 2020. Việc sản xuất bắt đầu ở Nam Phi vào tháng 11 năm 2021, ngừng hoạt động do biến thể COVID-19 Omicron vài tuần sau đó và tiếp tục vào đầu năm 2022. Polly Morgan là nhà quay phim. Trong quá trình hậu kỳ, phần nhạc do Terence Blanchard sáng tác và Terilyn A. Shropshire hoàn thành phần chỉnh sửa.
Nữ vương huyền thoại đã có buổi ra mắt đầu tiên trên thế giới tại Liên hoan phim quốc tế Toronto vào ngày 9 tháng 9 năm 2022, và Sony Pictures Releasing phát hành bộ phim tại các rạp ở Hoa Kỳ vào ngày 16 tháng 9 năm 2022 và ở Việt Nam vào ngày 14 tháng 10 năm 2022. Sau buổi chiếu tại liên hoan phim, bộ phim đã nhận được đánh giá tích cực từ các nhà phê bình, những người khen ngợi màn trình diễn của Davis và các pha hành động.

## Nội dung
Tại vương quốc Dahomey ở Tây Phi năm 1823, Tướng Nanisca, thủ lĩnh của nhóm chiến binh toàn nữ, Agojie, giải phóng những phụ nữ Dahomean bị bắt cóc làm nô lệ khỏi Đế chế Oyo. Điều này kích động Vua Ghezo của Dahomey chuẩn bị cho một cuộc chiến toàn diện với Oyo. Nanisca bắt đầu đào tạo một thế hệ chiến binh mới để gia nhập Agojie bảo vệ vương quốc. Trong số những chiến binh này có Nawi, một cô gái có ý chí mạnh mẽ đã được cha cô dâng cho vua sau khi từ chối kết hôn với người đàn ông đã đánh cô. Nawi kết bạn với Izogie, một Agojie kỳ cựu. Cô cũng tiết lộ với Nanisca rằng cô được nhận nuôi và có một vết sẹo trên vai trái, khiến Nanisca bị sốc.
Những người da trắng buôn bán nô lệ do Santo Ferreira dẫn đầu và đi cùng với Malik - người lai Dahomean, đến châu Phi như một phần của liên minh với người Oyo, do Tướng Oba Ade lãnh đạo. Nawi gặp Malik trong rừng khi anh đang tắm và cả hai trở thành bạn. Ngay sau khi tốt nghiệp khóa đào tạo để trở thành Agojie chính thức, Nawi lén nói chuyện với Malik và biết rằng Oyo đang lên kế hoạch tấn công. Cô đã báo cáo điều này với Nanisca, nhưng đã bị trách mắng vì sự liều lĩnh của cô. Nanisca tiết lộ rằng khi còn trẻ, cô đã bị Oba bắt, hãm hiếp dẫn đến có thai. Sau khi sinh con gái, Nanisca đã gắn một chiếc răng cá mập vào vai trái của đứa bé trước khi rời bỏ đi. Nanisca giúp Nawi nhổ chiếc răng, xác nhận cô là con gái ruột của mình.
Nanisca dẫn đầu Agojie trong một cuộc tấn công Oyo. Họ dành chiến thắng, nhưng Oba trốn thoát và Nawi và Izogie bị bắt. Một trong những Agojie bị bắt đã bỏ trốn và báo cáo số phận của những người khác cho Nanisca. Ghezo chuẩn bị ban tặng danh hiệu Nữ vương cho Nanisca, người đồng hành cùng anh ta và bình đẳng trong việc cai trị Dahomey, nhưng đã từ chối ủy quyền một nhiệm vụ giải cứu Agojie bị giam giữ. Trong khi đó, Izogie bị giết trong một nỗ lực chạy trốn và Malik mua Nawi để bảo vệ cô ấy. Nanisca bất chấp mệnh lệnh và lên đường cùng một nhóm chiến binh cùng chí hướng để giải cứu những người bị bắt. Sự hỗn loạn cho phép Nawi trốn thoát và gặp lại Nanisca. Malik giải thoát một số nô lệ khác, những người này sau đó đã giết Ferreira, và Nanisca giết Oba trong một trận chiến 1:1. Agojie chiến thắng trở về Dahomey, Ghezo nhắc nhở Nanisca vì đã không vâng lời anh ta, trước khi phong cho cô là Nữ Vương. Sau lễ hội, Nanisca và Nawi đã thừa nhận một cách riêng tư về mối quan hệ gia đình của họ.

## Diễn viên
- Viola Davis trong vai Nanisca[4]: tân Nữ Vương vương quốc Dahomey. Thủ lĩnh của nhóm chiến binh toàn nữ, Agojie.
  - Wanda Banda trong vai Nanisca hồi trẻ
- Thuso Mbedu trong vai  Nawi[5]: chiến binh Agojie, con gái Nanisca.
- Lashana Lynch trong vai Izogie[6]: chiến binh Agojie, cánh tay phải của thủ lĩnh Nanisca. Người đào tạo những chiến binh trẻ.
- Sheila Atim trong vai Amenza[7]: chiến binh Agojie, 1 người dùng giáo điêu luyện. Cánh tay phải của thủ lĩnh Nanisca.
  - Lethabo trong vai Amenza hổi trẻ.
- Hero Fiennes Tiffin trong vai Santo Ferreira[8]: 1 người da trắng buôn bán nô lệ, bạn của Malik.
- John Boyega trong vai Vua Ghezo[9]: vị vua trị vì Vương quốc Dahomey.
- Jordan Bolger trong vai Malik[10]: 1 người da trắng buôn bán nô lệ, mẹ của anh là người Dahomey. Bạn của Nawi.
- Jimmy Odukoya trong vai Oba Ade: vị tướng lãnh đạo đội quân Oyo.
  - Joel Mukadi trong vai Oba hồi trẻ
- Masali Baduza trong Fumbe: bạn và cũng là người tốt nghiệp cùng khóa đào tạo chiến binh Agojie với Nawi.
- Jayme Lawson trong vai Shante: vợ của Vua Ghezo. 1 người luôn nhăm vị trí Nữ Vương.
- Adrienne Warren trong vai Ode: bạn và cũng là người tốt nghiệp cùng khóa đào tạo chiến binh Agojie với Nawi.
- Zozibini Tunzi trong vai Efe[11]: vợ của Vua Ghezo
- Makgotso M trong vai Iniya[12]
- Thando Dlomo trong vai Kelu: vợ của Vua Ghezo
- Julian Tennon trong vai Moru[13]

## Sản xuất

### Phát triển
The Woman King do Maria Bello và Cathy Schulman sản xuất, Dana Stevens viết kịch bản với sự đóng góp của Gina Prince-Bythewood, và Prince-Bythewood đạo diễn. Đây là sản phẩm hợp tác giữa TriStar Pictures và Entertainment One. Năm 2015, Bello đến quốc gia Benin ở Tây Phi để tìm hiểu lịch sử của Agojie. Ở đây cô đã tìm thấy một câu chuyện đáng để kể lại, cô trở lại Los Angeles và tuyển dụng Schulman, lúc đó là người đứng đầu tổ chức Women in Film, để giúp cô thực hiện bộ phim. Vào ngày 19 tháng 9 năm 2015, Bello đã chớp được thời cơ khi cô gặp được Viola Davis tại 1 cuộc trao giải tại Trung tâm Văn hóa Skirball ở Los Angeles, cô đã trình bày ý tưởng về bộ phim trước đám đông, và những người này đã cổ vũ cho Viola Davis vào nhân vật chính.
Schulman cố gắng dàn dựng bộ phim tại STX Films, nơi cô là người đứng đầu sản xuất, nhưng hãng phim chỉ sẵn sàng chi ra kinh phí 5 triệu đô la. Sau khi rời STX vào năm 2016, Schulman đã làm việc với Bello, Davis và Julius Tennon, chồng của Davis và đối tác sản xuất tại JuVee Productions, để đưa ý tưởng đi nơi khác. Các hãng phim từ chối cho rằng bộ phim không có cơ hội thu được lợi nhuận; vì theo như Davis, thì cô muốn tuyển những nữ diễn viên da trắng, nổi tiếng, và họ đã từ chối điều đó vì sự chính xác của lịch sử và vì lợi ích của khán giả. Cũng trong năm 2016, họ đã liên hệ Prince-Bythewood để viết kịch bản nhưng không thể thành công do trùng lịch với Silver & Black. Vào năm 2017, không cần kịch bản hay đạo diễn, các nhà sản xuất đã gặp gỡ giám đốc của TriStar lúc bấy giờ là Hannah Minghella và phó chủ tịch cấp cao lúc đó là Nicole Brown. Trong vòng hai năm, Brown đã tiếp quản vị trí của Minghella và đưa The Woman King trở thành một trong những ưu tiên hàng đầu của TriStar. Vào đầu năm 2018, thành công về mặt thương mại của bộ phim siêu anh hùng Black Panther, trong đó có phiên bản hư cấu của Agojie, càng thúc đẩy đoàn làm phim tiếp tục với dự án. Vào tháng 3 năm 2018, Davis và Lupita Nyong'o được công bố là diễn viên chính của phim, nhưng cuối cùng vai diễn của Nyong'o lại do Thuso Mbedu đảm nhiệm. Prince-Bythewood đã đọc kịch bản sau khi nó được hoàn thành và tham gia đạo diễn, và vào năm 2020, The Woman King đã được bật đèn xanh với kinh phí 50 triệu đô la.
Prince-Bythewood đã tham khảo những bộ phim sử thi như The Last of the Mohicans (1992), Braveheart (1995) và Gladiator (2000). Nền tảng về thể thao của cô ấy đã cho cô ấy một góc nhìn chân thực của những cảnh chiến đấu. Trong việc xây dựng câu chuyện, cô ấy đã tìm kiếm những người phụ nữ có cả khả năng chiến đấu và biểu đạt cảm xúc của họ. Cô ấy đã làm việc với nhà thiết kế sản xuất Akin McKenzie để tìm hiểu về Agojie. Họ nghiên cứu những cuốn sách, văn bản chưa in ấn, tranh ảnh và bài viết của giáo sư Leonard Wantchekon tại Princeton. Cô ấy nói: "Điều mở mang tầm mắt lớn nhất là có bao nhiêu thông tin sai lệch về những người phụ nữ này và nền văn hóa này, vì có rất nhiều thông tin lịch sử của họ được viết theo quan điểm của người thực dân. Trong bốn tháng trước khi quay, dàn diễn viên đã phải thực hiện bài tập nâng tạ 90 phút mỗi ngày với huấn luyện viên Gabriela Mclain, sau đó là ba giờ rưỡi huấn luyện chiến đấu với điều phối viên đóng thế Danny Hernandez, bao gồm chạy, võ thuật và làm việc với kiếm và giáo. Davis được truyền cảm hứng bởi võ sĩ quyền anh chuyên nghiệp Claressa Shields.

### Quay phim
Vào tháng 11 năm 2021, dàn diễn viên và phi hành đoàn đã bay đến Nam Phi để quay trong 5 tháng. Prince-Bythewood ưu tiên các trưởng bộ phận là phụ nữ và người da màu, bao gồm cả nhà quay phim Polly Morgan, nhà thiết kế sản xuất Akin McKenzie, nhà thiết kế trang phục Gersha Phillips, nhà tạo mẫu tóc Louisa Anthony, giám sát hiệu ứng hình ảnh Sara Bennett và biên tập viên Terilyn Shropshire. Trang điểm được thực hiện bởi một người địa phương, Nam Phi, Babalwa Mtshiselwa. Prince-Bythewood nói: "Vấn đề là dành cho phụ nữ và người da màu, bản lý lịch thường không dài vì nó thiếu cơ hội chứ không phải thiếu tài năng. Vì vậy, khi bạn ở vị trí của tôi, điều quan trọng là phải xem qua bản lý lịch đó".
Đối với cảnh một nhân vật đang nhớ lại vụ tấn công tình dục, Prince-Bythewood đã tham khảo lời khai của Christine Blasey Ford tại phiên điều trần đề cử Tòa án Tối cao của Brett Kavanaugh và yêu cầu nữ diễn viên đọc cuốn sách Hunger của Roxane Gay, một cuốn hồi ký về vụ cưỡng hiếp của Gay. Quá trình quay phim trong hai tuần đầu tiên diễn ra ở tỉnh ven biển KwaZulu-Natal để quay các cảnh trong rừng. Sau đó, họ chuyển đến thủ đô Cape Town, nơi phần lớn việc quay phim sẽ diễn ra ở đây. Trong tuần thứ ba của họ ở Nam Phi, biến thể COVID-19 Omicron đã xuất hiện; Davis và Tennon nằm trong số những người bị nhiễm. Sản xuất ngừng hoạt động trong vài tuần và tiếp tục vào giữa tháng 1 năm 2022. Việc ngừng sản xuất này buộc họ phải diễn tập lại một cảnh chiến đấu với hàng trăm người tham gia. Prince-Bythewood gọi đây là cảnh quay khó nhất trong sự nghiệp của cô.

### Hậu kỳ
Việc chỉnh sửa được hoàn thành bởi Terilyn A. Shropshire, người đã làm việc trong bộ phim The Old Guard (2020) của Prince-Bythewood. Phần nhạc phim được sáng tác bởi Terence Blanchard, người đã làm việc với Prince-Bythewood trong bộ phim đầu tay Love & Basketball (2000) và các chương trình truyền hình Shots Fire và Swagger. Để ghi điểm, Blanchard đã mời hòa tấu Vox Noire, người đã làm việc với anh trong vở opera Fire Shut Up in My Bones, và ca sĩ nhạc jazz Dianne Reeves cũng là nghệ sĩ solo của anh. Họ đã thu âm trong năm ngày với Dàn nhạc Quốc gia Hoàng gia Scotland gồm 78 thành viên ở Glasgow, Scotland. Các bản ghi bổ sung đã được ghi ở New York với Vox Noire và Colorado với Reeves. Giọng nữ cao người Mỹ gốc Ghana Tesia Kwarteng chỉ huy dàn hợp xướng. Ba bản nhạc của nhà soạn nhạc người Nam Phi Lebo M. gồm các bài thánh ca và điệu múa cũng được trình diễn trong phim. Bài hát cuối phim, "Keep Rising", là một bản nhạc gốc được viết bởi Jessy Wilson, Jeremy Lutito và Angélique Kidjo và được Kidjo trình diễn cho Warner Chappell Music vào cuối năm 2020, và sau đó được bán cho Sony. Album nhạc phim được phát hành vào ngày 16 tháng 9 năm 2022, bởi Milan Records.

## Phát hành

### Chiếu rạp
Phim được công chiếu lần đầu tại Liên hoan phim Quốc tế Toronto vào ngày 9 tháng 9 năm 2022. Nó được phát hành tại rạp vào ngày 16 tháng 9 năm 2022, bởi Sony Pictures Releasing.

### Ấn phẩm tại nhà
Bộ phim sẽ được phát hành cho VOD vào ngày 22 tháng 11 năm 2022, sau đó là bản phát hành Blu-ray, DVD và 4K UHD vào ngày 13 tháng 12 năm 2022.

## Đón nhận

### Phòng vé
Tính đến ngày 9 tháng 11 năm 2022, The Woman King đã thu về 66,2 triệu đô la ở Hoa Kỳ và Canada, và 25,1 triệu đô la ở các vùng lãnh thổ khác, với tổng số 91,3 triệu đô la trên toàn thế giới.
Ở Hoa Kỳ và Canada, The Woman King được dự đoán sẽ thu về khoảng 12 triệu đô la trong tuần đầu công chiếu, với một số hãng phim ước tính nó có thể đạt tới 16 triệu đô la. Bộ phim đã kiếm được 6,8 triệu đô la trong ngày đầu tiên công chiếu, bao gồm 1,7 triệu đô la từ các bản xem trước vào tối thứ Năm. Nó tiếp tục thành công rực rỡ và ra mắt với 19,05 triệu đô la từ 3.765 rạp chiếu, đứng đầu phòng vé. CinemaScore đã thăm dò những khán giả và họ đã cho bộ phim điểm trung bình rất cao là "A +" trên thang điểm A + đến F, trong khi những người ở PostTrak cho bộ phim 95% tổng điểm tích cực. Trong số khán giả đi xem vào ngày cuối tuần mở màn, đã có 60% là nữ, 58% trên 35 tuổi và 59% là người Mỹ gốc Phi. Trong tuần thứ hai ra mắt, bộ phim đã kiếm được 11,1 triệu đô la (giảm 42%), xếp sau tác phẩm mới Don't Worry Darling. Trong tuần thứ ba ra mắt, bộ phim đã kiếm được 6,8 triệu đô la, đứng thứ ba.